# Euscarthmus meloryphus
Euscarthmus meloryphus là một loài chim trong họ Tyrannidae.